# اسپنسر تونیک

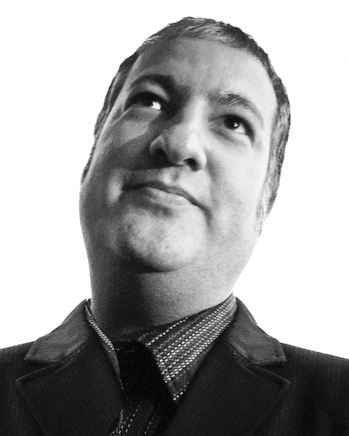
نگاره‌ٔ اسپنسر تونیک، عکاس اهل آمریکا - ۲۰۱۱

اسپنسر تونیک (به انگلیسی: Spencer Tunick) (تولد ۱ ژانویه ۱۹۶۷) هنرمند آمریکایی است که به خاطر عکس‌های که از افراد برهنه به صورت دسته جمعی و به شکل هنرمندانه گرفته‌است مشهور شده‌است. شبکه تلویزیونی اچ بی او آمریکا تاکنون سه مستند دربارهٔ او تهیه کرده‌است. او در سال ۲۰۰۷ از ۱۸ هزار زن و مرد داوطلب برهنه در شهر مکزیکوسیتی در مکزیک عکس گرفت که دراین زمینه رکورد دار می‌باشد. او با همکاری گروه صلح سبز از افراد برهنه بر روی برف در کوه‌های آلپ در سوئیس عکس گرفت تا نظر مردم دربارهٔ مشکل گرم شدن زمین جلب کند.